# Apomys littoralis
Apomys littoralis là một loài động vật có vú trong họ Chuột, bộ Gặm nhấm. Loài này được Sanborn mô tả năm 1952.